# ذي المقلح (بعدان)

تعديل مصدري - تعديل

ذي المقلح محلة تابعة لقرية هوي، التابعة لعزلة المنار بمديرية بعدان إحدى مديريات محافظة إب في الجمهورية اليمنية، بلغ تعداد سكانها 68 حسب تعداد اليمن لعام 2004.